# Амадина гірська
Амади́на гірська (Oreostruthus fuliginosus) — вид горобцеподібних птахів родини астрильдових (Estrildidae). Ендемік Нової Гвінеї. Це єдиний представник монотипового роду Гірська амадина (Oreostruthus).

## Опис

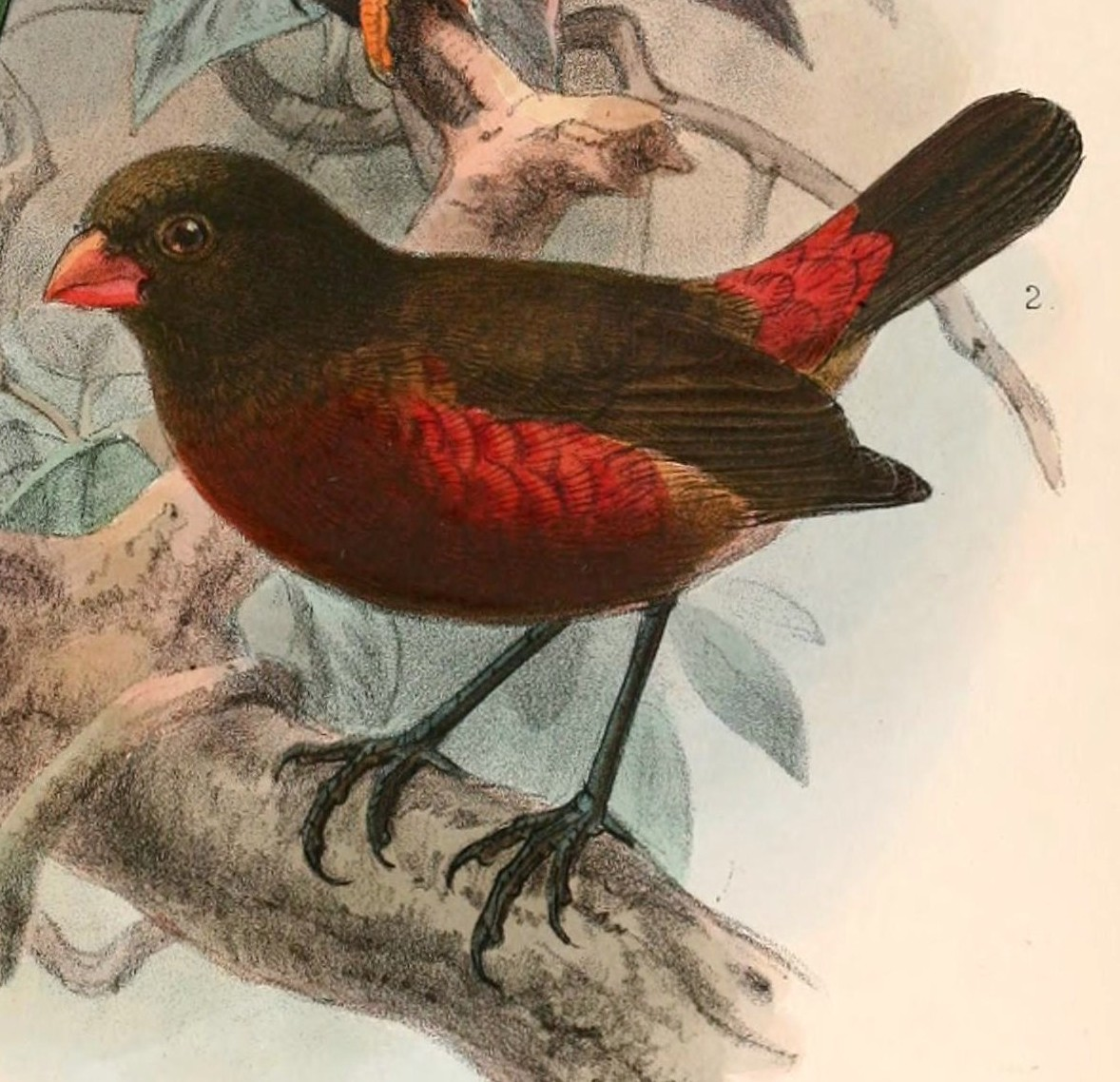
Гірська амадина

Довжина птаха становить 13 см, вага 19 г. У самців верхня частина тіла переважно тьмяно-оливково-коричнева, верхня частина голови має сірий відтінок. Верхні покривні пера хвоста червоні, хвіст коричневий, поцяткований темними поперечними смужками. Нижня частина тіла оливково-коричнева, боки червонуваті. Нижні покривні пера хвоста мають червоні кінчики. У самиць нижня частина тіла світліша, ніж у самців, червоні плями в оперенні у них менші. Дзьоб червоний, очі чорнувато-карі, лапи тілесного кольору. Молоді птахи мають світліше, більш коричневе забарвлення, ніж дорослі птахи, червоні плями в їх оперенні відсутні, дзьоб у них темно-роговий.

## Поширення і екологія
Гірські амадини мешкають в горах Центрального хребта на острові Нова Гвінея, зокрема в горах Судірман і Овен-Стенлі. Вони живуть у вологих гірських тропічних лісах, на узліссях та у високогірних чагарникових заростях. Зустрічаються поодинці, парами або невеликими сімейними зграйками, на висоті від 2800 до 3780 м над рівнем моря. Живляться насінням трав, плодами, ягодами і комахами.